# Leptogenys intermedia
Leptogenys intermedia is een mierensoort uit de onderfamilie van de Ponerinae. De wetenschappelijke naam van de soort is voor het eerst geldig gepubliceerd in 1902 door Emery.